# Marc'Antonio Tomati
Marco Antonio Tomati (Caravonica, 5 gennaio 1583 – Govone, 7 gennaio 1693) è stato un vescovo cattolico italiano.
È stato vescovo di Asti tra il 1666 ed il 1693.

## Biografia
La famiglia Tomati era di origine ligure, Bartolomeo fu elemosiniere del Principe di Piemonte nel 1545.
Marco Antonio Tomati di Caravonica, figlio di Giovanni Battista, sergente maggiore delle Milizie del Principato di Oneglia, e di Maria Natta da Sarola, era dottore in teologia ed era stato a Roma referendario del Tribunale Supremo della Segnatura Apostolica di Giustizia e Grazia. Durante la sua ultima visita pastorale, nei pressi di Govone, si ammalò gravemente e nella notte del 7 gennaio 1693 morì ultracentenario.

## L'operato
Il governo del vescovo Tomati fu completamente allineato a quello dei suoi predecessori del XVII secolo, al servizio della riforma del Concilio di Trento.
Durante il suo episcopato, nel 1681, nacque l'"Ospedale degli infermi Santa Maria Scala Coeli" nel Borgo Santa Maria Nuova.

## Sinodi diocesani
- 1669

## Genealogia episcopale
La genealogia episcopale è:
- Cardinale Tolomeo Gallio
- Vescovo Cesare Speciano
- Patriarca Andrés Pacheco
- Cardinale Agostino Spinola
- Cardinale Giulio Cesare Sacchetti
- Cardinale Ciriaco Rocci
- Vescovo Marc'Antonio Tomati